# Nunatak Panagyurishte

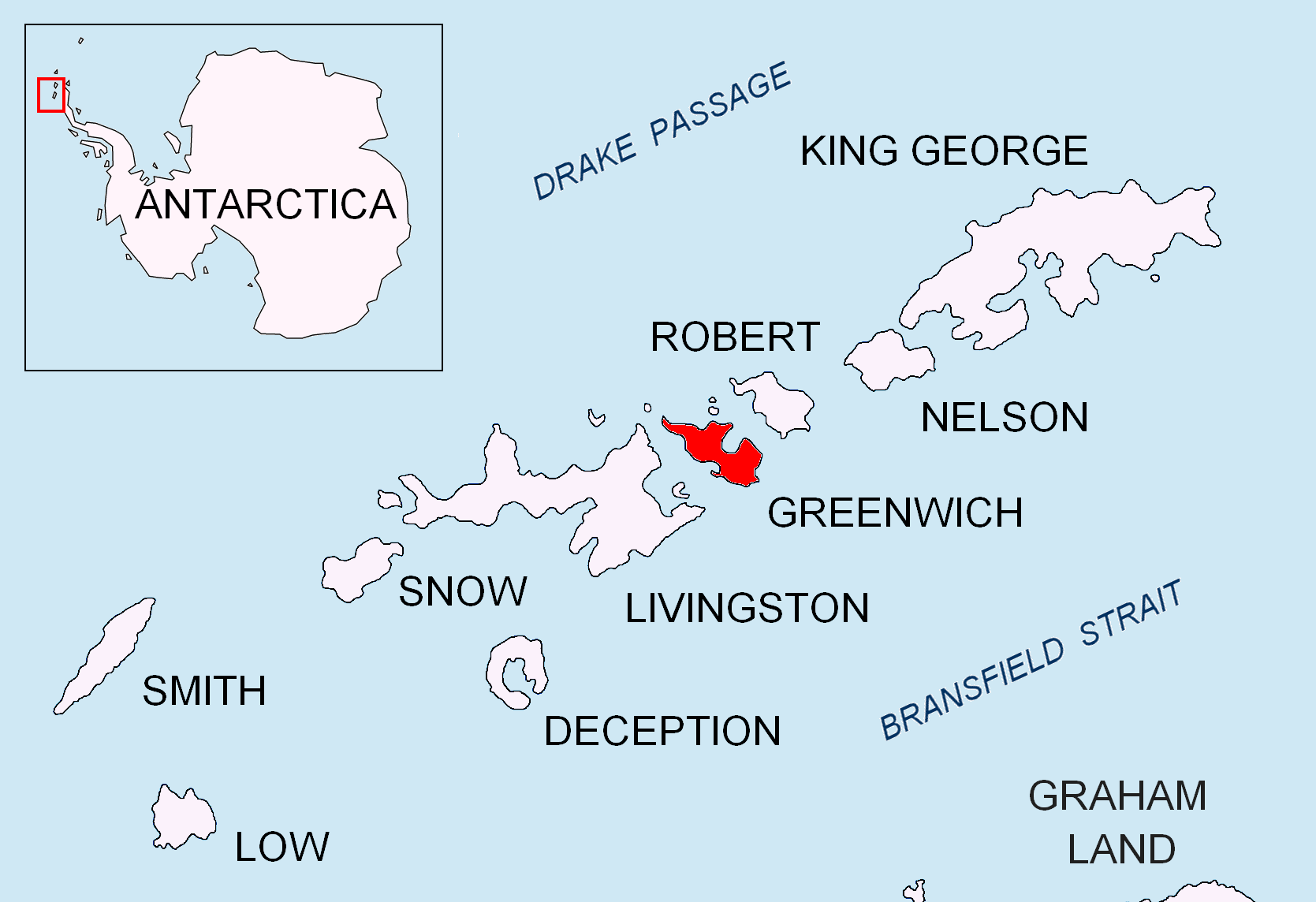
Localização da Ilha Greenwich nas Ilhas Shetland do Sul.

O Nunatak Panagyurishte (Nunatak Panagyurishte \'nu-na-tak pa-na-'gyu-ri-shte\) é um pico rochoso de elevação de 150 m se projetando da Geleira Yakoruda, Ilha Greenwich nas Ilhas Shetland do Sul, Antártica. O pico recebeu o nome do povoado de Panagyurishte na Bulgária central.

## Localização
O nunatak está localizado em  62° 28′ 44″ S, 59° 56′ 12″ O que está a 2,8 km ao sul dos Picos Crutch, 3,4 km oeste-sudoeste do Pico Sevtopolis, e 1,38 km nordeste de Nunatak Kerseblept (levantamento topográfico búlgaro Tangra 2004/05 e mapeamento em 2009).

## Mapas
- L.L. Ivanov et al. Antártica: Ilha Livingston e Ilha Greenwich, Ilhas Shetland do Sul. Scale 1:100000 topographic map. Sofia: Antarctic Place-names Commission of Bulgaria, 2005.
- L.L. Ivanov. Antártica: Ilha Livingston e Ilhas Greenwich, Robert, Snow e Smith. Scale 1:120000 topographic map.  Troyan: Manfred Wörner Foundation, 2009.  ISBN 978-954-92032-6-4